# Атрезия пищевода
Атрезия пищевода — тяжёлый порок развития, при котором верхний и нижний сегменты пищевода разобщены и заканчиваются либо слепо, либо сообщаются с трахеей. 

## Эпидемиология
Частота атрезии пищевода составляется 1:1000—5000 новорожденных. Изолированный врождённый трахеопищеводный свищ встречается в 3—4% всех аномалий пищевода. Сочетание мужского и женского пола — 1:1.Часто атрезия пищевода сочетается с другими пороками развития — врождёнными пороками сердца, желудочно-кишечного тракта, мочеполовой системы и другими. В 5 % случаев атрезия пищевода встречается при хромосомных болезнях.

## Этиология и патогенез
Развитие порока связано с нарушениями в ранних стадиях эмбриогенеза. Известно, что трахея и пищевод возникают из одного зачатка — головного конца передней кишки. На самых ранних стадиях трахея широко сообщается с пищеводом. Их разделение происходит на 4—5 неделе эмбриогенеза. При несоответствии направления и скорости роста трахеи и пищевода, а также процессов вакуолизации в солидной стадии, которую пищевод проходит вместе с другими образованиями кишечной трубки в сроки от 20 до 40 дня, возможно развитие атрезии пищевода. Из анамнеза беременности типичными являются многоводие и угроза выкидыша в первом триместре.
Этот порок относится к наиболее тяжелым, несовместимым с жизнью без раннего хирургического вмешательства. Как и большинство врожденных пороков развития внутренних органов, атрезия довольно часто сочетается с врожденными пороками развития других органов и систем.
В. А. Климанский, В. Д. Тихомирова и соавторы указывают на значительный процент выявления (до 80-90 %) сопутствующего данному пороку трахеопищеводного свища. R. J. Bereton, H. Linda описывают сочетание атрезии пищевода с атрезией хоан, стенозом пилорического отдела желудка, билиарной агенезией, врожденными пороками сердца, атрезией тощей кишки. Выявили у 4-6,9 % детей с атрезией пищевода признаки микрогнатии, гипертелоризма, микроцефалии, гидроцефалии, гипоплазии лицевой части черепа, которые отражают хромосомные нарушения (трисомию хромосомы 21, 18, 13-15).

## Классификация
На основании анатомических вариантов различают шесть типов атрезии пищевода :
- полное отсутствие пищевода; вместо него существует соединительнотканный тяж;
- пищевод образует два изолированных слепых мешка;
- верхний отрезок пищевода оканчивается слепо, нижний соединен свищевым ходом с трахеей выше её бифуркации.

Анатомические формы атрезии пищевода бывают как без сообщения с трахеей (полное отсутствие просвета, аплазия пищевода), так и с трахеопищеводным свищем. Размеры свищевого хода различные. При втором варианте атрезии верхний отрезок пищевода находится на уровне II—III грудного позвонка, а нижний отрезок соединяется свищевым ходом с задней или боковой стенкой трахеи или бронха. Оба отрезка находятся друг от друга на расстоянии от нескольких миллиметров до нескольких сантиметров. Уровень сообщения с дыхательной трубкой различен: выше I грудного позвонка, на уровне II—III грудных позвонков, ниже III грудного позвонка (последний вариант встречается наиболее часто). Известны случаи с двойным свищем. Как правило, диаметр верхнего отрезка пищевода больше нижнего. Слепые концы отрезков могут соприкасаться друг с другом или заходить один за другой.

## Клиническая картина
Признаки атрезии пищевода заметны уже в первые минуты и часы жизни новорождённого. 
Характерным признаком является непрекращающееся обильное выделение пенистой слюны изо рта и носа. При аспирации слюны в просвет трахеи, отмечаются симптомы расстройства дыхания: хрипы, кашель, тахипноэ, одышка, асфиксия. При отсасывании слизи из носоглотки и трахеи возникает временное улучшение, но вскоре симптомы повторяются.  
Во время первого кормления новорожденный давится, при этом появляется цианоз, а затем и рвота неизменёным молоком. При наличии трахеопищеводного свища происходит рефлюкс желудочного содержимого в трахею и возникает дистресс-синдром, кроме того, из-за поступления воздуха из трахеи в желудок наблюдается вздутие живота.

## Диагностика
При подозрении на атрезию пищевода первые диагностические исследования проводят в родильном зале:
- проба Элефанта — через зонд, установленный в слепой конец пищевода, шприцем подаётся воздух, он с шумом выходит из носа; [4]
- введение через нос в пищевод рентгеноконтрастного зонда с атравматичным концом; при атрезии пищевода катетер встречает препятствие на уровне слепого конца пищевода и заворачиваясь, появляется во рту новорождённого.

Инструментальная диагностика
Рентгенологическое исследование органов грудной клетки и брюшной полости:
- без контрастного вещества. При наличии атрезии пищевода обнаруживается свернутый рентгеноконтрастный зонд;
- с контрастным веществом.

При подозрении на трахеопищеводный свищ рекомендуется выполнение трахеобронхоскопии. Для исключения сопутствующих аномалий необходимо проведение УЗИ мочевыделительной системы, нейросонографии, ЭХО-КГ.

## Лечение
Лечение атрезии пищевода исключительно оперативное, может быть выполнено двумя способами: 
- открытое оперативное вмешательство – торакотомия;
- торакоскопическое одноэтапное оперативное вмешательство (выполняют при наличии технической возможности, подготовленности персонала и отсутствии показаний для этапного лечения)[2].

## Прогноз
При изолированной атрезии пищевода выживаемость 90-100%, при тяжелых сочетанных аномалиях 30-50%. При своевременной диагностике и лечении прогноз благоприятный.